# Xavier de Lesquen
Pour les articles homonymes, voir Lesquen.
Xavier de Lesquen, né le 19 juin 1962 à Tours, est un essayiste, haut fonctionnaire et marin français.
Il est notamment connu pour appartenir au Conseil d'État et pour avoir dirigé Le Défi français pour la Coupe de l'America 2003.

## Biographie

### Famille
Xavier François Louis Marie de Lesquen du Plessis-Casso est issu d’une ancienne famille de la noblesse bretonne. Il est le fils du général de brigade Bernard de Lesquen et le frère du journaliste Bertrand de Lesquen.
Né à Tours, le 19 juin 1962, il épouse le 28 janvier 1995 la journaliste Flore Pelletrat de Borde ; de cette union naissent deux enfants.

### Formation
Il fait ses études à l'école Saint-Louis-de-Gonzague à Paris, au lycée d’État de Djibouti, au collège des Cordeliers à Dinan, puis au Prytanée national militaire de La Flèche.
À l'issue des classes préparatoires, il intègre l'École navale en 1981. Il est également titulaire d'un diplôme d'études approfondies en économie,. Il rejoint l'École nationale d'administration (ENA), dans la promotion Léon-Gambetta (1993).

### Carrière professionnelle

#### Dans la fonction publique
Officier de pont sur la frégate Suffren en 1984-1985, il est ensuite nommé responsable du service informatique du bâtiment d'essais et de mesures Henri-Poincaré jusqu'à son démantèlement en 1989. Il est alors nommé en 1990 au secrétariat général de la défense nationale (SGDN).
Après l'ENA, il entre au Conseil d'État : auditeur de 1993 à 1996, il est nommé maître de requêtes en 1996.
En 1996, il est le corapporteur avec Nicolas Hénard de la mission parlementaire pour la coupe de l'America.
Xavier de Lesquen est mis en disponibilité du Conseil d'État, position qu'il réintègre le 1er juillet 2008.
En 2009, Xavier de Lesquen est nommé président du conseil d'administration de l’École nationale de la voile et des sports nautiques (ENVSN), établissement public dépendant du ministère des Sports.
En mai 2011, Xavier de Lesquen est nommé alors rapporteur public à la section du contentieux du Conseil d'État, à la 2ème chambre puis, à partir d'octobre 2011, à la 6ème chambre[réf. souhaitée].
En septembre 2011, dans des affaires "Commune de Saint-Denis (n°326492) et Commune de Pennes-Mirabeau" (n° 329904) du 26 octobre 2011, portées devant l'Assemblée du contentieux du Conseil d'État, il prononce des conclusions sur l'articulation entre le pouvoir de police générale de l’État et les pouvoirs de police spéciales confiées aux communes et « recommande au Conseil d’État d’affirmer qu’en matière d’implantation d’antennes relais « les décisions du maire ne peuvent se substituer à celles du ministère chargé des communications numériques et de l'Agence nationale des fréquences », ce qui provoque l'ire de certains médias,.
En 2016, il est promu conseiller d'État[réf. souhaitée].
En 2021, il rejoint le cabinet d'avocats Lacourte Raquin Tatar, après avoir été mis en disponibilité[réf. souhaitée].

#### Dans le privé
En 1998, Xavier de Lesquen est nommé directeur administratif et financier puis en 2000 directeur général de la société Yaka Franc, société destinée à porter un nouveau projet français pour la coupe de l'America, et dont il a participé au lancement avec Pascal Hérold, Luc Gellusseau et Pierre Mas.
En 2002, il prend la direction du Défi Areva, le défi français pour la coupe de l'America 2003. Il dirige la société Le Défi de 2005 à 2007.
En 2002, Xavier de Lesquen est en première ligne pour justifier l'accord de financement avec la société Areva, accord qui a provoqué des remous, notamment chez Les Verts et Greenpeace.

## Proposition de réforme de l’État

### Origine de la réflexion
Durant la préparation de ces courses, Xavier de Lesquen séjourne en Nouvelle-Zélande — en famille — à deux reprises et découvre une fonction publique bien différente de celle qu'il connaissait. C'est au retour de ces séjours qu'il rédige son ouvrage État de choc, un pays sans fonctionnaires où il fait un historique de la fonction publique française et de son évolution. Par la suite, il est l'invité d'émissions où il expose sa thèse, proposant une redéfinition claire du rôle de l'État et une remise à plat du statut des fonctionnaires, conçu à la Libération et inadapté au monde moderne. En refusant toute évolution, le secteur public se crée ses propres problèmes qui empirent les blocages de la société française.
En 2011, Xavier de Lesquen donne une conférence à l'Institut français des sciences administratives (IFSA) où il expose son retour d'expérience en Nouvelle-Zélande.

### Publication de l'ouvrage
En 2008, il publie chez Editea État de choc, un pays sans fonctionnaires, qui appelle plusieurs commentaires, notamment :
- Commentaire de l'Administration : la direction générale de l'Administration et de la Fonction publique publie en septembre 2008 un commentaire sur l'ouvrage de Xavier de Lesquen : « Ce haut-fonctionnaire français (ENA et École navale puis Conseil d'État) a séjourné à deux reprises en Nouvelle Zélande pour organiser les défis français 6e sens et Areva lors de la Coupe de l'America, Il part chargé des poncifs français sur le rôle de l'État ou sur les méfaits de l'« ultralibéralisme ». La confrontation avec la réalité, le convainc des bienfaits du libéralisme et fait naître en lui l'amour de ce pays, l'un des plus libéraux depuis les réformes de Roger Douglas. L'auteur se base sur les réformes de la fonction publique menées en Nouvelle-Zélande, pour s'interroger sur le rôle des fonctionnaires, l'organisation des services publics et la place de l'Etat, en France. Il défend en particulier une réforme en profondeur de la fonction publique, passant, à l'image de la Nouvelle-Zélande, par une redéfinition claire du rôle de l'État et une remise à plat du statut des fonctionnaires, conçu à la Libération et qu'il estime inadapté au monde moderne »[12].

### Enseignement
Xavier de Lesquen est chargé de cours à l'Institut d'études politiques de Paris où il enseigne sur le thème « Les services publics “à la française” sont-ils un handicap pour la France ? ». Il est par ailleurs professeur associé à l'université Paris-Est Créteil Val-de-Marne (UPEC, Paris-XII) en droit public, avec une spécialité en droit de l'urbanisme.

## Ouvrages
- État de choc, un pays sans fonctionnaires, Paris, Editea, 2008, 224 p,  (ISBN 2-35202-012-3).
- Dynamiques du droit de l'urbanisme, coll. « Systèmes », Paris, Librairie générale de droit et de jurisprudence, 2018  (ISBN 978-2-275-05891-7).